# رالی لتونی ۲۰۲۴
رالی لتونی ۲۰۲۴ (همچنین با عنوان تت رالی لتونی ۲۰۲۴ نیز شناخته می‌شود) یک رویداد اتومبیل‌رانی برای خودروهای رالی بود که طی چهار روز از ۱۸ تا ۲۱ ژوئیه ۲۰۲۴ برگزار شد. این رالی دوازدهمین دوره رالی لیپاجا بود. همچنین هشتمین دور از سری مسابقات رالی قهرمانی جهان ۲۰۲۴، مسابقات رالی قهرمانی جهان ۲ و مسابقات رالی قهرمانی جهان ۳ بود. رویداد ۲۰۲۴ در لیپایا در منطقه از قبل برنامه‌ریزی شده کورزمه برگزار شد که با داشتن بیش از ۲۰ مرحله ویژه مسابقه، در مجموع مسافت رقابتی ۳۰۰٫۱۳ کیلومتر (۱۸۶٫۴۹ مایل) را رانندگان طی می‌کردند.